# Claude Jeanneret
Claude Jeanneret (ur. 1886  zm. 1979) – szwajcarski heraldyk, grafik, ilustrator, twórca ekslibrisów.
Jeanneret był jednym z pierwszych szwajcarskich artystów, który w swojej twórczości nawiązywał do średniowiecznych wzorców heraldycznych. Wiele jego exlibrisów jest ręcznie koloryzowanych, drukowanych według dawnych metod drukarskich. Artysta wykonał exlibris m.in. dla Carla Gustawa Junga (przechowywany w zbiorach Jung Instytut w Zurichu).

## Prace
- 25 ex-librisów (Claude Jeanneret, 25 exlibris, gravés sur bois, imprimés et peints à la main. In Holz geschnitten, von Hand gedruckt und bemalt. (Deuxième série)[3]
- Etude de décorations et d'insectes 1910 (studium owadów)[4]
- Drzeworyty do Biblii (1932)